# Riachão do Jacuípe (ort)
Riachão do Jacuípe är en ort i Brasilien.   Den ligger i kommunen Riachão do Jacuípe och delstaten Bahia, i den östra delen av landet, 1 000 km öster om huvudstaden Brasília. Riachão do Jacuípe ligger 217 meter över havet och antalet invånare är 16 911.
Terrängen runt Riachão do Jacuípe är platt. Det finns inga andra samhällen i närheten.
Omgivningarna runt Riachão do Jacuípe är huvudsakligen savann. Runt Riachão do Jacuípe är det ganska glesbefolkat, med 23 invånare per kvadratkilometer.